# عيد ميلاد مجيد سيد لورانس
عيد ميلاد مجيد سيد لورانس (بالإنجليزية: Merry Christmas, Mr. Lawrence)‏ هو فيلم دراما تم إنتاجه في بريطانيا واليابان وصدر في سنة 1983. الفيلم من إخراج ناجيسا أوشيما وكتابة ناجيسا أوشيما. من بطولة ديفيد بوي وتوم كونتي وتاكيشي كيتانو وجاك تومسون.

## الممثلون والشخصيات
- ديفيد بوي
- توم كونتي
- تاكيشي كيتانو
- جاك تومسون

## روابط خارجية
- عيد ميلاد مجيد سيد لورانس على موقع IMDb (الإنجليزية)
- عيد ميلاد مجيد سيد لورانس على موقع ميتاكريتيك (الإنجليزية)
- عيد ميلاد مجيد سيد لورانس على موقع روتن توميتوز (الإنجليزية)
- عيد ميلاد مجيد سيد لورانس على موقع نتفليكس (الإنجليزية)
- عيد ميلاد مجيد سيد لورانس على موقع ألو سيني (الفرنسية)
- عيد ميلاد مجيد سيد لورانس على موقع Turner Classic Movies (الإنجليزية)
- عيد ميلاد مجيد سيد لورانس على موقع أول موفي (الإنجليزية)
- عيد ميلاد مجيد سيد لورانس على موقع بوكس أوفيس موجو (الإنجليزية)
- عيد ميلاد مجيد سيد لورانس على موقع فيلمافينيتي (الإسبانية)
- عيد ميلاد مجيد سيد لورانس على موقع قاعدة بيانات الأفلام السويدية (السويدية)